# Vjačeslav Skomorohov
Vjačeslav Semjonovič Skomorohov, ruski atlet, * 4. oktober 1940, Starobelsk, Ukrajina, † 1992, Lugansk, Ukrajina, Sovjetska zveza.
Paradni disciplini Skomorohova sta bila teka čez ovire, na 110 in 400 m. V slednjem je leta 1969 postal evropski prvak.

## Kariera
Svojo kariero je pričel v teku na 110 m z ovirami. V letih 1965 in 1966 je v tej disciplini na sovjetskem državnem prvenstvu osvojil drugo oziroma tretje mesto, s čimer si je prislužil nastop na Evropskem prvenstvu 1966. Na prvenstvu se je sredi Budimpešte uvrstil v finale teka na 110 m z ovirami in s časom 14.2 zasedel končno 7. mesto. Istega leta se je udeležil še prve izvedbe Evropskega dvoranskega prvenstva in v Dortmundu s časom 7.9 zasedel 4. mesto v teku na 60 m z ovirami.
Potem ko se je leta 1966 preizkusil še v daljši razdalji teka čez ovire, teku na 400 m z ovirami, in na sovjetskem državnem prvenstvu zasedel peto mesto, se je leta 1968 pričel osredotočati le še na to disciplino. Med letoma 1968 in 1971 je tako osvojil štiri naslove sovjetskega državnega prvaka zapored. S sovjetsko reprezentanco se je leta 1968 udeležil Poletnih olimpijskih iger 1968 v Ciudad de Mexicu in se tam s časom 49.61 kot četrti iz svoje polfinalne skupine prebil v sam olimpijski finale. V finalu je svoj polfinalni čas še izboljšal na 49.12, kar je zadostovalo za 5. mesto. Za sekundo je bil namreč hitrejši zmagovalec Britanec David Hemery, je pa bil Skomorohov zelo blizu vsaj srebru, saj ga je do drugouvrščenega Nemca Gerharda Hennigeja ločila zgolj desetinka sekunde.
Po slavju na državnem prvenstvu, na katerem je Skomorohov postavil čas 49.1, je kot favorit odpotoval v Atene na Evropsko prvenstvo 1969. Ob Hemeryjevi udeležbi v teku na 110 m z ovirami in odsotnosti nemških tekmovalcev (zavoljo bojkota ob aferi Jürgen May), je na papirju za največjega tekmeca Skomorohovu veljal Britanec John Sherwood, tretji z olimpijskih iger 1968. Skomorohov se je zlahka prebil v finale in tam s časom 49.7 prepričljivo slavil, pred Sherwoodom je imel na cilju štiri desetinke sekunde prednosti.
Skomorohov se je nato uvrstil v finale tudi dve leti pozneje, na Evropskem prvenstvu 1971 v Helsinkih. Tudi v finski prestolnici se je uvrstil v finale, a je nato s časom 50.8 zasedel 7. mesto.
Skomorohov je gluhonem. Leta 1969 je, pet tednov pred slavjem na državnem prvenstvu, slavil še na Svetovnih igrah gluhih in gluhonemih v Beogradu, tam je zmagal tako v teku na 110 m z ovirami (14.3) kot v teku na 400 m z ovirami (51.4). Njegov evropski naslov iz leta 1969 se je v zgodovino zapisal kot prvi pomembnejši mednarodni naslov, ki ga je osvojil kak gluhonem atlet. Skomorohov prav tako velja za enega od dveh gluhonemih atletov, ob Nemcu Gerhardu Sperlingu, ki sta se do danes kot edina prebila v svetovni atletski vrh.

## Osebni rekordi
| Disciplina  | Dosežek | Prizorišče               | Datum            |
| ----------- | ------- | ------------------------ | ---------------- |
| 110 m ovire | 13.9    |                          | 1965             |
| 400 m ovire | 49.12   | Ciudad de Mexico, Mehika | 15. oktober 1968 |